# Kis partiholyva
A kis partiholyva (Paederus fuscipes) a bogarak rendjébe és a holyvafélék családjába tartozó faj.

## Előfordulása
Folyók, tavak sűrű növényzetében, ritkán homokjában él. Gyakran megtalálható réteken, lucernásokban is, az utóbbiakon káros rovarok pusztítása révén hasznos.

## Megjelenése
Testhossza 6-8 milliméter között gyakori, de rengeteg 1 cm körüli egyed is létezik.

## Életmódja
Ragadozó bogár.